# Ehretia angolensis
Ehretia angolensis är en strävbladig växtart som beskrevs av John Gilbert Baker. Ehretia angolensis ingår i släktet Ehretia och familjen strävbladiga växter. Inga underarter finns listade i Catalogue of Life.